# Inchtuthil
Inchtuthil ou Pinnata Castra est un site archéologique d'un ancien camp romain en Écosse. Construit en 82 et 83 par les troupes de Cnaeus Julius Agricola, il est par la suite occupé par la Legio XX Valeria Victrix.